# 紅場飛龍
《紅場飛龍》是一部於1990年上映的香港武俠片，由霍耀良執導及監製，許冠傑、張曼玉、利智、李麗珍、吳家麗主演，改編自日本漫畫作品《哭泣殺神》（未經授權）。本片獲提名於第10屆香港電影金像獎最佳動作指導。

## 劇情
在20世紀裏，有一個組職“八百龍”，滿洲人姚龍為組職的成員，淚七龍性格心狠手辣，他在一起把姚龍擊到了，因此失億，而在車上的桌球及他的女兒巧遇淚七龍而亦被滅口，姚龍得知后，直接殺到，但是淚七龍身手敏捷，直接把姚龍打至暈到。
不久，姚龍醒來了，但是他見到紫炎珠，他表示他所有東西都不記得，之后，他與舊愛葉慕美欲同到滿洲尋根。在路上美卻被捕了。
面對叛變的季秋堂，淚七龍不敵其，他決定誘惑姚龍，他吩咐虎風鈴吩咐姚龍接的任務，從而慢慢訓練他，令他可以容易解決季秋堂，淚七龍安排了一個樣貌相似的助手，來幫助季秋堂。姚龍在段時段已慢慢地把記億記回來了，他發誓要把它失去的東西拿回來...

## 人物角色
| 演員         | 角色     | 粵語配音                          | 關係／備註/人物介紹                                                                              |
| 許冠傑       | 姚龍     | 許冠傑                            | “八百龍”的成員 葉慕美之男友，在失億時曾忘記其，后記回                                            |
| 張曼玉       | 葉慕美   | 沈小蘭                            | 姚龍之女友 被警員新田盯上                                                                        |
| 利智         | 虎風鈴   |                                   | “八百龍”的殺手 姚龍、王德源之上司                                                                |
| 李麗珍       | 紫炎珠   | 沈小蘭                            | “八百龍”的侍女 救回姚龍的救命恩人                                                                |
| 吳家麗       | 虎江君   | 龍寶鈿                            | “八百龍”的殺手 后和花龍二暗中勾結 喜歡警員新田，與其發生関係 最后被淚七龍殺害                    |
| 孫興         | 新田     | 黃志成                            | 警員 喜歡虎江君 最后被虎江君殺害                                                                 |
| 石天         | 桌球     | 黃志成                            | 八百龍聯絡員 后被假的淚七龍滅口                                                                  |
| 李丽蕊       | 桌球之女 |                                   | 在父亲之后遇害                                                                                   |
| 白鷹         | 花龍二   |                                   | 八百龍的叛徒 季秋堂的手下 和虎江君暗中勾結 最后被姚龍殺害                                        |
| 劉洵         | 季秋堂   | 金貴                              | 有眾大量的手下及打手 最后被姚龍在天上飛下來的時侯槍殺                                            |
| 元華（少年） | 淚七龍   | 金貴                              | 八百龍首領 殺害桌球 紫炎珠之老大 抓走姚龍並在其醒回後向其自稱自己是姚龍的救命恩人 最后被姚龍打敗 |
| 元德         | 淚七龍   | 金貴                              | 八百龍首領 殺害桌球 紫炎珠之老大 抓走姚龍並在其醒回後向其自稱自己是姚龍的救命恩人 最后被姚龍打敗 |
| 王德源       | 馮永和   | 八百龍成員 被虎風鈴去要求保護姚龍 |                                                                                                  |

## 製作
本片改編自小池一夫編劇、池上遼一繪畫的日本漫畫作品《哭泣殺神》，製作方本來打算向《哭泣殺神》的版權持有者購買改編版權，但被對方堅拒。拍攝期間亦曾打算以該漫畫的香港譯名《淚眼煞星》為片名。
本片是首部於蘇聯取景的港產片，該時期香港電影界出現了到外國取景的潮流。

## 發行
1990年8月3至16日於香港上映共14天，票房為港幣11,634,700元。本片與香港同年其他三部製作成本逾二千五百萬港元的高額投資作品《阿飛正傳》、《喋血街頭》、《聖戰風雲》，均被視為票房慘淡，無法收回成本。

## 獎項
| 年份 | 頒獎典禮             | 獎項         | 名單 | 結果 |
| ---- | -------------------- | ------------ | ---- | ---- |
| 1991 | 第10屆香港電影金像獎 | 最佳動作指導 | 元德 | 提名 |

## 外部連結
- 香港影庫上《紅場飛龍》的資料（繁體中文）
- 豆瓣电影上《紅場飛龍》的資料 （简体中文）
- AllMovie上《紅場飛龍》的资料（英文）
- 爛番茄上《紅場飛龍》的資料（英文）
- 互联网电影数据库（IMDb）上《紅場飛龍》的资料（英文）